# Maiquinique
Maiquinique é um município brasileiro do estado da Bahia. Tem como principal função econômica a pecuária, a agricultura de subsistência, a indústria de calçados e um polo de extração de minério, o grafite. O município de Maiquinique, com área de 588.275 km², está localizado ao sudoeste da Bahia e ao Nordeste do Brasil, fica a 633 km de Salvador (via BR-116) e em 2018 tinha uma população estimada pelo IBGE de 10 016 habitantes.

## Demografia
No Censo de 2022, foi registrado que o município de Maiquinique (BA) possui uma população de 8.731 habitantes, indicando um declínio em relação ao Censo realizado em 2010. As informações foram divulgadas pelo Instituto Brasileiro de Geografia e Estatística (IBGE).
No levantamento de habitantes do município, Maiquinique se encontra em 362º lugar no ranking estadual; ocupando a posição de número 1.252 na região Nordeste; e ocupando a posição 3.271 no ranking nacional brasileiro.

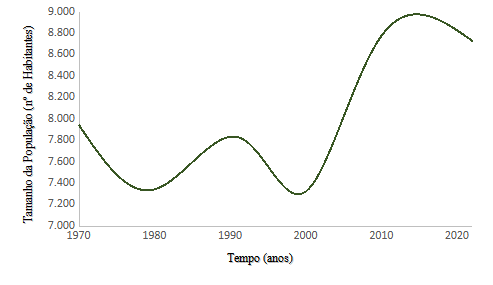
População residente do município de Maiquinique (BA) com base nos censos do IBGE - Brasil

De acordo com o levantamento realizado pelo IBGE, constatou-se que em Maiquinique a densidade populacional é de 14,84 habitantes por quilômetro quadrado, com uma média de 2,75 pessoas por domicílio.
| Informações da população residente do município de Maiquinique (BA) com taxa de crescimento anual de acordo ao Censo do IBGE | Informações da população residente do município de Maiquinique (BA) com taxa de crescimento anual de acordo ao Censo do IBGE | Informações da população residente do município de Maiquinique (BA) com taxa de crescimento anual de acordo ao Censo do IBGE |
| ANO | POPULAÇÂO | TAXA DE CRESCIMENTO |
| --- | --- | --- |
| 1970 | 7.944 | -0,75% |
| 1980 | 7.345 | 0,60% |
| 1991 | 7.833 | -0,72% |
| 2000 | 7.326 | 1,99% |
| 2010 | 8.782 | -0,05% |
| 2022 | 8.731 | |